# Anordnung des Bundespräsidenten über die Dienstgradbezeichnungen und die Uniform der Soldaten
Anordnung des Bundespräsidenten über die Dienstgradbezeichnungen und die Uniform der Soldaten est en Allemagne un décret présidentiel désignant les grades et insignes de la Bundeswehr (« Force de défense fédérale »). Son nom peut se traduire par « Arrêté présidentiel sur la désignation des rangs et uniformes des soldats ».

## Présentation
Selon Die Welt en 2020, avant la fin de la législature, ce décret devrait être modifié, avec pour objectif d'introduire des noms de grades féminins dans la Bundeswehr, tels que « Frau Majorin » qui remplacerait « Frau Major ».